# Young Women’s Christian Association

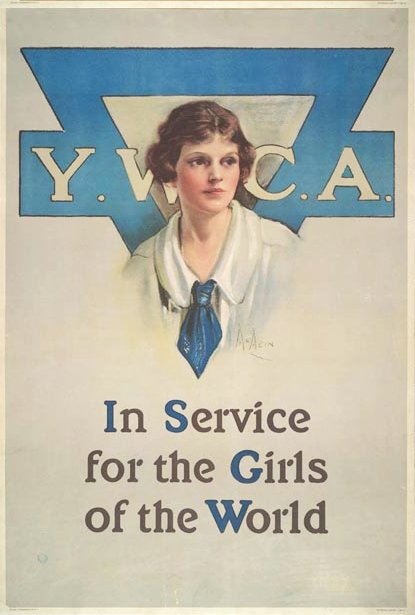

Die Young Women’s Christian Association (YWCA; deutsch Christlicher Verein Junger Frauen, CVJF) ist eine weltweite Bewegung. Der World YWCA (Weltbund der Christlichen Vereine Junger Frauen) besteht aus 122 Nationalverbänden und hat seinen Sitz in Genf. Rund 25 Millionen Frauen und Mädchen weltweit nehmen an YWCA-Aktivitäten teil. Somit ist es die größte ökumenische Frauenorganisation der Welt.

## Entstehung
Der YWCA entstand 1855 in Großbritannien unter dem Eindruck der industriellen Revolution und in Anlehnung an die Young Men’s Christian Association (YMCA). Gründungsfrauen waren Emma Robarts und Mary Jane Kinnaird. Im schnell wachsenden London engagierte sich der YWCA für sichere Wohnstätten, Bildungsangebote, Kontaktnetze und Möglichkeiten zum Bibelstudium für Frauen. Der YWCA breitete sich rasch in andere Städte und Länder aus, so dass 1894 der World YWCA gegründet wurde. Der YWCA nahm eine Pionierrolle ein, in der Arbeit zur Stärkung der Position der Frauen und in der Bewusstseinsförderung für Frauenthemen.

## Aktivitäten
In über 22.000 lokalen Gruppen rund um die Welt setzen sich Frauen dafür ein, ihre Welt zu verbessern. Der YWCA möchte die kulturelle, wirtschaftliche, politische, religiöse und soziale Gerechtigkeit für Mädchen und Frauen erreichen und Frauen als Führungspersonen und Entscheidungsträger fördern (Empowerment). Die aktuellen Schwerpunkte des Weltbundes lauten:
- Gesundheitsförderung für Frauen gegen HIV/Aids
- Menschenrechte von Frauen und Kindern
- Frieden auf der Welt durch mehr Gerechtigkeit
- nachhaltige Entwicklung

Die lokalen Gruppen haben unterschiedliche Ausrichtungen:
- In Großbritannien nannte sich die Organisation von Ende 2010 bis 2013 Platform 51, da das Christentum in der Organisation keine Rolle mehr spielt. Seit August 2013 heißt die Organisation Young Women’s Trust.[1]
- Die YWCA in den USA setzt sich als Mitglied der Coalition to Stop Gun Violence für eine schärfere Schusswaffenkontrolle ein.
- In der Schweiz war der YWCA als Christlicher Verein junger Frauen (CVJF) verbreitet, bis dieser sich mit dem CVJM zum Cevi Schweiz zusammenschloss.